# Nationalmuseum Daegu
Das Nationalmuseum Daegu (englisch: Daegu National Museum, koreanisch: 국립대구박물관) besteht in seiner derzeitigen Form seit 1994. Insgesamt beheimatet es etwa 30.000 Objekte. Der Schwerpunkt der Sammlung liegt auf archäologischen Funden und materieller Kultur aus Daegu und dem westlichen und nördlichen Teil der Provinz Gyeongsangbuk-do.

## Geschichte
Die Anlage des Museums wurde ab 1989 geplant, die Einweihung fand am 7. Dezember 1994 statt. Von 2009 bis 2010 wurde das Gebäude renoviert.

## Anlage
Das Museum hat insgesamt vier größere Ausstellungsräume, von denen in dreien die Dauerausstellung gezeigt wird. Diese ist aufgeteilt in die Bereiche Vor- und Frühgeschichte, koreanisches Mittelalter und Textilien/Kleidung. In einem vierten Raum werden wechselnde Sonderausstellungen gezeigt. Darüber hinaus beherbergt das Gebäude mehrere Vortragsräume, eine öffentliche Bibliothek sowie museumspädagogische Räumlichkeiten, in denen traditionelle koreanisch Handwerkstechniken praktisch demonstriert werden können. Direkt hinter dem Museumsgebäude befinden sich zugehörige Außenanlagen, die etwa 90.000 m² umfassen. Im Freilichtmuseum sind verschiedenen Gartenanlagen, in denen sowohl Nutzpflanzen als auch typische Flora der Gegend gezeigt werden, angelegt. Darüber hinaus sind einige Steinobjekte sowie ein archäologischer Park öffentlich zugänglich.

## Dauerausstellung

### Vor- und Frühgeschichte
Der vor- und frühgeschichtliche Ausstellungsteil beginnt mit Funden des Paläolithikums umfasst einschließlich Objekte aus der Zeit der Drei Reiche von Korea. Neben Keramik- und Werkzeugproduktion sind auch Kronen aus der Zeit um 300–500 CE ausgestellt. Besonders umfangreich ist die Sammlung von Silla-zeitlichem Schmuck und Keramik.

### Mittelalter
Die Objekte, die in der Dauerausstellung zum Mittelalter in Korea gezeigt werden, legen einen Schwerpunkt auf konfuzianische und buddhistische Kultur. Unter anderem sind Buddha-Statuen aus Bronze und Sariras, Tempelglocken und verschiedene konfuzianische Schriften ausgestellt.

### Textilien und Kleidung
Die Ausstellungsfläche zu Textilien und Kleidung wurde aufgrund der Bedeutung der Textilindustrie für Daegu eingerichtet und ersetzt die zuvor dort befindliche Ausstellung zu traditioneller Kultur. Es werden archäologische Belege für Textilherstellung in Korea als auch traditionelle Kleidung in Korea und Asien gezeigt.

### Steinobjekte und archäologischer Park
Auf dem Außengelände befindet sich unter anderem eine fünfstöckige Pagode (Koreanischer Nationalschatz 357) aus dem Tempel von Jeongdosa, die heute dem Hauptgebäude aufgestellt ist. Im archäologischen Park (Relic Park) sind verschiedene historische Bauwerke und Anlagen ausgestellt, die dafür auf das Gelände transportiert wurden. Neben Grabanlagen sind das ein Keramikofen und ein bronzezeitliches Wohngebäude.